# Mitsubishi iMiEV
Mitsubishi iMiEV er en elbil fra Mitsubishi Motors i i mikrobilstørrelse. Bilen er fire personers og udstyret med et lithium-ion batterisystem. Ifølge producenten er det muligt at køre 160 km på en opladning. IMIEV er udviklet i et samarbejde mellem PSA Peugeot Citroën og Mitsubishi Motors og den er derfor nært beslægtet med Peugeot iOn og Citroën CZERO.

## Ekstern henvisning og kilde
- Mitsubishi IMiEV Arkiveret 5. marts 2016 hos  Wayback Machine

| Stub | Spire Denne bilrelaterede artikel er en spire som bør udbygges. Du er velkommen til at hjælpe Wikipedia ved at udvide den. |